# 沖千里
沖 千里（おき ちさと）は、元松竹歌劇団（SKD）の大幹部。男役。
神奈川県川崎市出身、5人兄弟の末っ子次女として生まれる。生家は武田勝頼の家来で約500年の歴史を川崎区に持つ。1951年、松竹歌劇団に9期生として入団。『東京踊り』『夏の踊り』『秋の踊り』、東南アジアやアメリカ海外公演にも長年にわたり出演。1981年の第50回『東京踊り』後に千草かほると退団、トップは春日宏美に、次いで千羽ちどり、藤川洋子の三大幹部時代となる。現在は「沖千里ジャズダンス教室」を営んでいる。沖千里ジャズダンスレビューは2022年現在38回開催。42回を数える川崎市民祭りパレードにサンバで毎年参加。浅草サンバカーニバルに出演。西紀佐江子主催の薔薇笑亭SKD劇場公演などにゲスト出演。